# Patera de Graham
Graham Patera
Pour les articles homonymes, voir Graham.
La patera de Graham (désignation internationale : Graham Patera) est une patera située sur Vénus dans le quadrangle d'Alpha Regio. Elle a été nommée en référence à Martha Graham, danseuse et chorégraphe américaine (1894–1991). Auparavant le cratère Graham.